# Ambassador 21
Ambassador 21 – białoruska grupa z nurtu digital hardcore.
Ambassador 21 jest duetem. Powstał latem 2001, w jego skład wchodzą Natasza (wokal, teksty) i Aleksy Protasow (wokal, muzyka). Grupa albumy wydaje w stworzonej przez siebie wytwórni Invasion Wreck Chords. Ma na swym koncie szereg wydawnictw, oprócz regularnych płyt także EP-ki, płyty z remiksami i koncertowe, kompilacje.

## Albumy (wybór)
1. Invitation To Execution (Invasion Wreck Chords 2001)
2. People Vs. Ambassador21 (Invasion Wreck Chords 2002)
3. Akcija (Invasion Wreck Chords 2004)
4. Weight Of Death (Invasion Wreck Chords 2006)
5. Drunken, Crazy, With A Gun (Invasion Wreck Chords 2007)
6. Fuck All Systems (Invasion Wreck Chords/Vendetta Music 2007)
7. Power Rage (Invasion Wreck Chords/Ant-Zen 2009)
8. Riot Generation (A21 Records 2014)